# Ramadi Dam
Ramadi Dam är en dammbyggnad i Irak.   Den ligger i distriktet Ramadi District och provinsen Al-Anbar, i den centrala delen av landet, 110 km väster om huvudstaden Bagdad. Ramadi Dam ligger 53 meter över havet.
Terrängen runt Ramadi Dam är mycket platt. Runt Ramadi Dam är det glesbefolkat, med 11 invånare per kvadratkilometer. Närmaste större samhälle är Al-Ramadi, 3,9 km öster om Ramadi Dam. Trakten runt Ramadi Dam är ofruktbar med lite eller ingen växtlighet.